# Lijst van seizoenen van Zomergasten
Hieronder een lijst van seizoenen en bijbehorende presentatoren, gasten en filmkeuzes van het Nederlandse televisieprogramma Zomergasten.
De keuzefilm werd in het seizoen 2003 ingevoerd. In 2000 werd na het gesprek met Henk van Os in plaats van een fragment de hele film na afloop vertoond. In 2025 is de keuzefilm vervangen door een gekozen documentaire of muziekuitvoering die een dag later op NPO 2 Extra wordt uitgezonden.

## Seizoenen en presentatoren
| Jaren                            | Presentator                            | Nationaliteit | Leeftijd | Seizoenen | Gasten |
| -------------------------------- | -------------------------------------- | ------------- | -------- | --------- | ------ |
| 1988-1995, (2024: afl. 1 van 6)  | Peter van Ingen                        | Nederland     | 37       | 8         | 38     |
| 1996                             | Freek de Jonge                         | Nederland     | 51       | 1         | 5      |
| 1997                             | Wim T. Schippers                       | Nederland     | 55       | 1         | 5      |
| 1998, (2024: afl. 6 van 6)       | Hanneke Groenteman                     | Nederland     | 59       | 1         | 4      |
| 1999-2002                        | Adriaan van Dis                        | Nederland     | 52       | 4         | 19     |
| 2003, 2004                       | Joost Zwagerman                        | Nederland     | 39       | 2         | 11     |
| 2005                             | Connie Palmen                          | Nederland     | 49       | 1         | 6      |
| 2006, 2007, (2024: afl. 3 van 6) | Joris Luyendijk                        | Nederland     | 34       | 2         | 12     |
| 2007                             | Paul de Leeuw                          | Nederland     | 45       | 1         | 0      |
| 2008                             | Bas Heijne                             | Nederland     | 48       | 1         | 6      |
| 2009, (2024: afl. 5 van 6)       | Margriet van der Linden                | Nederland     | 39       | 1         | 7      |
| 2010, 2011, (2024: afl. 2 van 6) | Jelle Brandt Corstius                  | Nederland     | 32       | 2         | 12     |
| 2012                             | Jan Leyers                             | België        | 54       | 1         | 6      |
| 2013-2015                        | Wilfried de Jong                       | Nederland     | 55       | 3         | 18     |
| 2016                             | Thomas Erdbrink                        | Nederland     | 40       | 1         | 6      |
| 2017-2022, (2024: afl. 4 van 6   | Janine Abbring                         | Nederland     | 41       | 6         | 36     |
| 2023                             | Theo Maassen                           | Nederland     | 56       | 1         | 6      |
| 2024                             | elke aflevering een andere presentator |               |          |           |        |
| 2025                             | Griet Op de Beeck                      | België        | 51       | 1         | 6      |

## Gasten en filmkeuzes (in 2025 documentaire- of concertkeuzes)
| Datum                                | Zomergast                                               | Nationaliteit                  | Leeftijd                       | Beroep                                                         | Gekozen film/documentaire/concert                                                         |
| Seizoen 38                           | 2025 (Griet Op de Beeck)                                | 2025 (Griet Op de Beeck)       | 2025 (Griet Op de Beeck)       | 2025 (Griet Op de Beeck)                                       | 2025 (Griet Op de Beeck)                                                                  |
| ------------------------------------ | ------------------------------------------------------- | ------------------------------ | ------------------------------ | -------------------------------------------------------------- | ----------------------------------------------------------------------------------------- |
| 27 juli 2025                         | Özcan Akyol                                             | Nederland                      | 41                             | Schrijver, presentator                                         | Bukowski: Born into This (2003, regie door John Dullaghan, over Charles Bukowski)         |
| 3 augustus 2025                      | Simon Kuper                                             | Verenigd Koninkrijk            | 55                             | Auteur                                                         | Randy Newman in Ahoy, 1979 Concertregistratie                                             |
| 10 augustus 2025                     | Eva Crutzen                                             | Nederland                      | 38                             | Actrice, zangeres, cabaretière                                 | My friends (regie: Lidija Zelovic)                                                        |
| 17 augustus 2025                     | Uğur Ümit Üngör                                         | Nederland Turkije              | 45                             | Politiek historicus en genocide-onderzoeker                    | De Sobibor Tapes - de vergeten interviews van Jules Schelvis (2021, regie Piet de Blaauw) |
| 24 augustus 2025                     | Femke Halsema                                           | Nederland                      | 59                             | Burgemeester                                                   |                                                                                           |
| 31 augustus 2025                     | Herman Koch                                             | Nederland                      | 71                             | Schrijver                                                      |                                                                                           |
| Seizoen 37                           | 2024                                                    | 2024                           | 2024                           | 2024                                                           | 2024                                                                                      |
| 21 juli 2024                         | Eric van der Burg (presentator: Peter van Ingen)        | Nederland                      | 58                             | Politicus                                                      | Les Misérables                                                                            |
| 28 juli 2024                         | Sana Valiulina (presentator: Jelle Brandt Corstius)     | Nederland Estland              | 59                             | Schrijfster                                                    | Beau Travail                                                                              |
| 4 augustus 2024                      | Sakir Khader (presentator: Joris Luyendijk)             | Nederland                      | 33                             | Journalist en fotograaf                                        | Cinema Paradiso                                                                           |
| 11 augustus 2024                     | Garrie van Pinxteren (presentator: Janine Abbring)      | Nederland                      | 66                             | Sinologe, journaliste en China-correspondente                  | Happy Together                                                                            |
| 18 augustus 2024                     | Liesbeth Zegveld (presentator: Margriet van der Linden) | Nederland                      | 54                             | Advocate en hoogleraar                                         | Bram Fischer                                                                              |
| 25 augustus 2024                     | Pierre Bokma (presentator: Hanneke Groenteman)          | Nederland                      | 68                             | Acteur                                                         | We Need to Talk About Kevin                                                               |
| Seizoen 36                           | 2023 (Theo Maassen)                                     | 2023 (Theo Maassen)            | 2023 (Theo Maassen)            | 2023 (Theo Maassen)                                            | 2023 (Theo Maassen)                                                                       |
| 23 juli 2023                         | Thomas Hertog                                           | België                         | 48                             | Theoretisch natuurkundige en hoogleraar                        | De witte ballon                                                                           |
| 30 juli 2023                         | Hoyte van Hoytema                                       | Nederland                      | 51                             | Cinematograaf en director of photography                       | For all Mankind                                                                           |
| 6 augustus 2023                      | Khadija Arib                                            | Nederland                      | 62                             | Politica                                                       | Wadjda                                                                                    |
| 13 augustus 2023                     | Bibi Dumon Tak                                          | Nederland                      | 58                             | Schrijver                                                      | Deux                                                                                      |
| 20 augustus 2023                     | Kamagurka                                               | België                         | 67                             | Cartoonist, theater- en televisiemaker                         | De grønne slagtere                                                                        |
| 27 augustus 2023                     | Alida Dors                                              | Nederland                      | 46                             | Theatermaker en choreograaf                                    | Boyz n the Hood                                                                           |
| Seizoen 35                           | 2022 (Janine Abbring)                                   | 2022 (Janine Abbring)          | 2022 (Janine Abbring)          | 2022 (Janine Abbring)                                          | 2022 (Janine Abbring)                                                                     |
| 24 juli 2022                         | Humberto Tan                                            | Nederland                      | 56                             | Presentator en schrijver                                       | Philadelphia                                                                              |
| 31 juli 2022                         | Sandra Phlippen                                         | Nederland                      | 44                             | Hoofdeconoom ABN AMRO                                          | Dead Ringers                                                                              |
| 7 augustus 2022                      | Derk Sauer                                              | Nederland                      | 69                             | Journalist en media-ondernemer                                 | Gunda                                                                                     |
| 14 augustus 2022                     | Lieke Marsman                                           | Nederland                      | 32                             | Schrijver, filosoof en Dichter des Vaderlands                  | Synecdoche, New York                                                                      |
| 21 augustus 2022                     | Raven van Dorst                                         | Nederland                      | 37                             | Muzikant, presentator                                          | Gräns                                                                                     |
| 28 augustus 2022                     | Bessel van der Kolk                                     | Nederland                      | 79                             | Psychiater en traumaspecialist                                 | Fanny en Alexander                                                                        |
| Seizoen 34                           | 2021 (Janine Abbring)                                   | 2021 (Janine Abbring)          | 2021 (Janine Abbring)          | 2021 (Janine Abbring)                                          | 2021 (Janine Abbring)                                                                     |
| 18 juli 2021                         | Floris Alkemade                                         | Nederland                      | 60                             | Architect en rijksbouwmeester                                  | Stalker                                                                                   |
| 25 juli 2021                         | Roxane van Iperen                                       | Nederland                      | 45                             | Schrijver en jurist                                            | Das weiße Band                                                                            |
| 1 augustus 2021                      | Robert Vermeiren                                        | België                         | 53                             | Hoogleraar kinder- en jeugdpsychiatrie                         | Hors Normes                                                                               |
| 8 augustus 2021                      | Sevda Alizadeh (Sevdaliza)                              | Nederland                      | 33                             | Zangeres, componist, producer en basketbalster                 | La pazza gioia                                                                            |
| 15 augustus 2021                     | Alfred Birney                                           | Nederland                      | 69                             | Schrijver                                                      | Spring, Summer, Fall, Winter... and Spring                                                |
| 22 augustus 2021                     | Hans Klok                                               | Nederland                      | 52                             | Illusionist                                                    | Stan & Ollie                                                                              |
| Seizoen 33                           | 2020 (Janine Abbring)                                   | 2020 (Janine Abbring)          | 2020 (Janine Abbring)          | 2020 (Janine Abbring)                                          | 2020 (Janine Abbring)                                                                     |
| 19 juli 2020                         | Glenn de Randamie (Typhoon)                             | Nederland                      | 35                             | Rapper en zanger                                               | Billy Elliot                                                                              |
| 26 juli 2020                         | Inez Weski                                              | Nederland                      | 64                             | Strafpleiter                                                   | Midnight Cowboy                                                                           |
| 2 augustus 2020                      | Nazmiye Oral                                            | Nederland                      | 51                             | Actrice en schrijfster                                         | Saf                                                                                       |
| 9 augustus 2020                      | Jaap Goudsmit                                           | Nederland                      | 68                             | Aidsonderzoeker                                                | All Is Lost                                                                               |
| 16 augustus 2020                     | Carola Schouten                                         | Nederland                      | 42                             | Politicus en minister van Landbouw, Natuur en Voedselkwaliteit | For Sama                                                                                  |
| 23 augustus 2020                     | Ilja Leonard Pfeijffer                                  | Nederland                      | 52                             | Schrijver, classicus en dichter                                | Cloud Atlas                                                                               |
| Seizoen 32                           | 2019 (Janine Abbring)                                   | 2019 (Janine Abbring)          | 2019 (Janine Abbring)          | 2019 (Janine Abbring)                                          | 2019 (Janine Abbring)                                                                     |
| 28 juli 2019                         | John van den Heuvel                                     | Nederland                      | 56                             | Misdaadverslaggever                                            | Traffic                                                                                   |
| 4 augustus 2019                      | Hanna Bervoets                                          | Nederland                      | 35                             | Schrijver                                                      | The Hours                                                                                 |
| 11 augustus 2019                     | Nina Jurna                                              | Nederland                      | 50                             | Journalist                                                     | Central do Brasil                                                                         |
| 18 augustus 2019                     | Maxim Februari                                          | Nederland                      | 56                             | Schrijver, jurist, filosoof                                    | Babettes gæstebud                                                                         |
| 25 augustus 2019                     | Wanda de Kanter                                         | Nederland                      | 60                             | Longarts en activist tegen de tabaksindustrie                  | The Insider                                                                               |
| 1 september 2019                     | Ivo van Hove                                            | België                         | 60                             | toneel- en operaregisseur                                      | Opening Night                                                                             |
| Seizoen 31                           | 2018 (Janine Abbring)                                   | 2018 (Janine Abbring)          | 2018 (Janine Abbring)          | 2018 (Janine Abbring)                                          | 2018 (Janine Abbring)                                                                     |
| 29 juli 2018                         | Romana Vrede                                            | Nederland                      | 45                             | Actrice en theatermaakster                                     | Blinkende lygter                                                                          |
| 5 augustus 2018                      | Louis van Gaal                                          | Nederland                      | 66                             | Voetbaltrainer                                                 | Moneyball                                                                                 |
| 12 augustus 2018                     | Marleen Stikker                                         | Nederland                      | 55                             | Internetpionier en directeur van Waag                          | Good Bye, Lenin!                                                                          |
| 19 augustus 2018                     | Pieter Waterdrinker                                     | Nederland                      | 57                             | Schrijver en journalist                                        | The Grand Budapest Hotel                                                                  |
| 26 augustus 2018                     | Eric Wiebes                                             | Nederland                      | 55                             | Politicus en minister van Economische Zaken en Klimaat         | De Noorderlingen                                                                          |
| 2 september 2018                     | Esther Perel                                            | België Verenigde Staten        | 60                             | Psychotherapeute                                               | Away from Her                                                                             |
| Seizoen 30                           | 2017 (Janine Abbring)                                   | 2017 (Janine Abbring)          | 2017 (Janine Abbring)          | 2017 (Janine Abbring)                                          | 2017 (Janine Abbring)                                                                     |
| 23 juli 2017                         | Rosanne Hertzberger                                     | Nederland                      | 32                             | Schrijfster en microbioloog                                    | Grizzly Man                                                                               |
| 30 juli 2017                         | Eberhard van der Laan                                   | Nederland                      | 62                             | Politicus, burgemeester van Amsterdam                          | Mississippi Burning (niet vertoond)                                                       |
| 6 augustus 2017                      | Glenn Helberg                                           | Nederland                      | 62                             | Psychiater                                                     | Selma                                                                                     |
| 13 augustus 2017                     | Wim Opbrouck                                            | België                         | 48                             | Acteur en zanger                                               | The Band's Visit                                                                          |
| 20 augustus 2017                     | Frans de Waal                                           | Nederland Verenigde Staten     | 68                             | Primatoloog en schrijver                                       | Lost in Translation                                                                       |
| 27 augustus 2017                     | Claudia de Breij                                        | Nederland                      | 42                             | Cabaretière, presentatrice, zangeres                           | Antonia                                                                                   |
| Seizoen 29                           | 2016 (Thomas Erdbrink)                                  | 2016 (Thomas Erdbrink)         | 2016 (Thomas Erdbrink)         | 2016 (Thomas Erdbrink)                                         | 2016 (Thomas Erdbrink)                                                                    |
| 31 juli 2016                         | Dyab Abou Jahjah                                        | België                         | 45                             | Politiek activist                                              | La battaglia di Algeri                                                                    |
| 7 augustus 2016                      | Arjen Lubach                                            | Nederland                      | 36                             | Schrijver, cabaretier, televisiepresentator                    | Farväl Falkenberg                                                                         |
| 14 augustus 2016                     | Hedy d'Ancona                                           | Nederland                      | 78                             | Politica, feminist                                             | L'assedio                                                                                 |
| 21 augustus 2016                     | Griet Op de Beeck                                       | België                         | 42                             | Schrijfster, columnist                                         | Mommy                                                                                     |
| 28 augustus 2016                     | Andrea Maier                                            | Duitsland                      | 38                             | Hoogleraar interne geneeskunde                                 | The Physician                                                                             |
| 4 september 2016                     | Mark Rutte                                              | Nederland                      | 49                             | Minister-president, politiek leider VVD                        | Intouchables                                                                              |
| Seizoen 28                           | 2015 (Wilfried de Jong)                                 | 2015 (Wilfried de Jong)        | 2015 (Wilfried de Jong)        | 2015 (Wilfried de Jong)                                        | 2015 (Wilfried de Jong)                                                                   |
| 26 juli 2015                         | Ahmed Aboutaleb                                         | Nederland                      | 53                             | Politicus, burgemeester van Rotterdam                          | Out of Africa                                                                             |
| 2 augustus 2015                      | Peter Buwalda                                           | Nederland                      | 43                             | Schrijver, journalist                                          | Melancholia                                                                               |
| 9 augustus 2015                      | Simon(e) van Saarloos                                   | Nederland                      | 25                             | Filosofe, journalist                                           | Les amours imaginaires                                                                    |
| 16 augustus 2015                     | Adriaan Geuze                                           | Nederland                      | 54                             | Landschapsarchitect                                            | Jamón, jamón                                                                              |
| 23 augustus 2015                     | Annejet van der Zijl                                    | Nederland                      | 53                             | Schrijfster, historica                                         | The Piano                                                                                 |
| 30 augustus 2015                     | Damiaan Denys                                           | België                         | 49                             | Filosoof, psychiater                                           | Apocalypse Now                                                                            |
| Seizoen 27                           | 2014 (Wilfried de Jong)                                 | 2014 (Wilfried de Jong)        | 2014 (Wilfried de Jong)        | 2014 (Wilfried de Jong)                                        | 2014 (Wilfried de Jong)                                                                   |
| 20 juli 2014                         | Freek de Jonge                                          | Nederland                      | 69                             | Cabaretier, theatermaker                                       | Sånger från andra våningen (Songs from the Second Floor)                                  |
| 27 juli 2014                         | Jim Taihuttu                                            | Nederland                      | 33                             | Fimregisseur, diskjockey, producent                            | Un prophète                                                                               |
| 3 augustus 2014                      | Saskia Noort                                            | Nederland                      | 47                             | Schrijfster, journaliste, columniste                           | Together                                                                                  |
| 10 augustus 2014                     | Reinbert de Leeuw                                       | Nederland                      | 75                             | Dirigent, hoogleraar, pianist, componist                       | Europa                                                                                    |
| 17 augustus 2014                     | Ionica Smeets                                           | Nederland                      | 34                             | Wiskundige, wetenschapsjournaliste                             | Moonrise Kingdom                                                                          |
| 24 augustus 2014                     | David Van Reybrouck                                     | België                         | 42                             | Schrijver, cultuurhistoricus, archeoloog                       | Les glaneurs et la glaneuse                                                               |
| Seizoen 26                           | 2013 (Wilfried de Jong)                                 | 2013 (Wilfried de Jong)        | 2013 (Wilfried de Jong)        | 2013 (Wilfried de Jong)                                        | 2013 (Wilfried de Jong)                                                                   |
| 28 juli 2013                         | Hans Teeuwen                                            | Nederland                      | 46                             | Cabaretier, zanger, acteur, regisseur                          | Boogie Nights                                                                             |
| 4 augustus 2013                      | Nelleke Noordervliet                                    | Nederland                      | 67                             | Schrijfster                                                    | Z                                                                                         |
| 11 augustus 2013                     | Beatrice de Graaf                                       | Nederland                      | 37                             | Hoogleraar conflict en veiligheid                              | Syostry                                                                                   |
| 18 augustus 2013                     | Johan Simons                                            | Nederland                      | 68                             | Theaterregisseur                                               | Hundstage                                                                                 |
| 25 augustus 2013                     | Wouter Bos                                              | Nederland                      | 49                             | Bestuursvoorzitter, oud-politicus                              | Primary Colors                                                                            |
| 1 september 2013                     | Daan Roosegaarde                                        | Nederland                      | 33                             | Kunstenaar, innovator                                          | Dead Man                                                                                  |
| Seizoen 25                           | 2012 (Jan Leyers)                                       | 2012 (Jan Leyers)              | 2012 (Jan Leyers)              | 2012 (Jan Leyers)                                              | 2012 (Jan Leyers)                                                                         |
| 22 juli 2012                         | Henny Vrienten                                          | Nederland                      | 63                             | Muzikant                                                       | La Guerre du feu                                                                          |
| 29 juli 2012                         | Micha Wertheim                                          | Nederland                      | 39                             | Cabaretier, publicist                                          | Wristcutters                                                                              |
| 5 augustus 2012 (deels 1 sept. 2012) | Jolande Withuis                                         | Nederland                      | 62                             | Socioloog                                                      | Cría cuervos                                                                              |
| 12 augustus 2012                     | Lidewij Edelkoort                                       | Nederland                      | 62                             | Trendvoorspeller, ontwerper                                    | Mystery Train                                                                             |
| 19 augustus 2012                     | Ben Verwaayen                                           | Nederland                      | 60                             | Ondernemer, topfunctionaris                                    | The Pink Panther                                                                          |
| 26 augustus 2012                     | Adriaan van Dis                                         | Nederland                      | 65                             | Auteur, journalist, presentator                                | Inside Job                                                                                |
| Seizoen 24                           | 2011 (Jelle Brandt Corstius)                            | 2011 (Jelle Brandt Corstius)   | 2011 (Jelle Brandt Corstius)   | 2011 (Jelle Brandt Corstius)                                   | 2011 (Jelle Brandt Corstius)                                                              |
| 24 juli 2011                         | Marc-Marie Huijbregts                                   | Nederland                      | 46                             | Cabaretier, acteur, presentator                                | Chère inconnue                                                                            |
| 31 juli 2011                         | Dick Swaab                                              | Nederland                      | 66                             | Neurobioloog, auteur                                           | Le Scaphandre et le Papillon                                                              |
| 7 augustus 2011                      | Step Vaessen                                            | Nederland                      | 46                             | Journalist, correspondent                                      | Control                                                                                   |
| 14 augustus 2011                     | Lilian Gonçalves-Ho Kang You                            | Suriname                       | 64                             | Jurist, mensenrechtenactivist                                  | Pasqualino Settebellezze                                                                  |
| 21 augustus 2011                     | Erik van Lieshout                                       | Nederland                      | 43                             | Kunstenaar                                                     | Los Angeles, 2004                                                                         |
| 28 augustus 2011                     | Guy Verhofstadt                                         | België                         | 58                             | Politicus                                                      | Novecento                                                                                 |
| Seizoen 23                           | 2010 (Jelle Brandt Corstius)                            | 2010 (Jelle Brandt Corstius)   | 2010 (Jelle Brandt Corstius)   | 2010 (Jelle Brandt Corstius)                                   | 2010 (Jelle Brandt Corstius)                                                              |
| 25 juli 2010                         | Jan Marijnissen                                         | Nederland                      | 57                             | Politicus                                                      | La battaglia di Algeri                                                                    |
| 1 augustus 2010                      | Maarten 't Hart                                         | Nederland                      | 65                             | Bioloog, auteur                                                | Nosferatu: Phantom der Nacht                                                              |
| 8 augustus 2010                      | Paulien Cornelisse                                      | Nederland                      | 34                             | Auteur, cabaretier                                             | Happiness                                                                                 |
| 15 augustus 2010                     | Annet Malherbe                                          | Nederland                      | 52                             | Actrice                                                        | La Grande Bouffe                                                                          |
| 22 augustus 2010                     | Paul Verhoeven                                          | Nederland                      | 72                             | Regisseur                                                      | Vera Cruz                                                                                 |
| 29 augustus 2010                     | Erwin Olaf                                              | Nederland                      | 51                             | Fotograaf                                                      | Amarcord                                                                                  |
| Seizoen 22                           | 2009 (Margriet van der Linden)                          | 2009 (Margriet van der Linden) | 2009 (Margriet van der Linden) | 2009 (Margriet van der Linden)                                 | 2009 (Margriet van der Linden)                                                            |
| 26 juli 2009                         | Viktor Horsting                                         | Nederland                      | 40                             | Modeontwerper                                                  | Maurice                                                                                   |
| 26 juli 2009                         | Rolf Snoeren                                            | Nederland                      | 40                             | Modeontwerper                                                  | Maurice                                                                                   |
| 2 augustus 2009                      | Prem Radhakishun                                        | Nederland                      | 47                             | Presentator, advocaat, columnist                               | Sarkar                                                                                    |
| 9 augustus 2009                      | Trudy Dehue                                             | Nederland                      | 58                             | Hoogleraar wetenschapsfilosofie                                | Mephisto                                                                                  |
| 16 augustus 2009                     | Carice van Houten                                       | Nederland                      | 32                             | Actrice, zangeres                                              | The Last Picture Show                                                                     |
| 23 augustus 2009                     | Alexander Pechtold                                      | Nederland                      | 43                             | Politicus                                                      | Wag the Dog                                                                               |
| 30 augustus 2009                     | Jaap van Zweden                                         | Nederland                      | 48                             | Dirigent, violist                                              | Oliver Sacks: Tales of Music and the Brain                                                |
| Seizoen 21                           | 2008 (Bas Heijne)                                       | 2008 (Bas Heijne)              | 2008 (Bas Heijne)              | 2008 (Bas Heijne)                                              | 2008 (Bas Heijne)                                                                         |
| 27 juli 2008                         | Ronald Plasterk                                         | Nederland                      | 51                             | Politicus, wetenschapper                                       | Betrayal                                                                                  |
| 3 augustus 2008                      | Tom Holkenborg (Junkie XL)                              | Nederland                      | 40                             | Dj, muziekproducent                                            | Eraserhead                                                                                |
| 10 augustus 2008                     | Naema Tahir                                             | Nederland                      | 37                             | Auteur                                                         | The Bostonians                                                                            |
| 17 augustus 2008                     | Annemarie Prins                                         | Nederland                      | 75                             | Actrice, theatermaakster, auteur                               | Loves of a blonde                                                                         |
| 24 augustus 2008                     | Willem Schinkel                                         | Nederland                      | 34                             | Socioloog                                                      | The Cats of Mirikitani                                                                    |
| 31 augustus 2008                     | Joop van den Ende                                       | Nederland                      | 66                             | Ondernemer, producent                                          | The Producers                                                                             |
| Seizoen 20                           | 2007 (Joris Luyendijk)                                  | 2007 (Joris Luyendijk)         | 2007 (Joris Luyendijk)         | 2007 (Joris Luyendijk)                                         | 2007 (Joris Luyendijk)                                                                    |
| 22 juli 2007                         | Bettine Vriesekoop                                      | Nederland                      | 45                             | Tafeltennisser, sinoloog, correspondent                        | Breaking the Waves                                                                        |
| 29 juli 2007                         | Bram Moszkowicz                                         | Nederland                      | 47                             | Advocaat                                                       | Witness for the Prosecution                                                               |
| 5 augustus 2007                      | Hany Abu-Assad                                          | Nederland                      | 45                             | Regisseur                                                      | Waar is het huis van mijn vriend? (Khane-ye Doust Kodjast?)                               |
| 12 augustus 2007                     | Christine Van Broeckhoven                               | België                         | 54                             | Moleculair bioloog, alzheimeronderzoeker                       | Iris                                                                                      |
| 19 augustus 2007                     | Alexander Rinnooy Kan                                   | Nederland                      | 57                             | Bestuurder, topfunctionaris                                    | Babettes gæstebud                                                                         |
| 26 augustus 2007                     | Linda de Mol                                            | Nederland                      | 43                             | Presentatrice, actrice                                         | Pretpark Nederland                                                                        |
| Seizoen 19                           | 2006 (Joris Luyendijk)                                  | 2006 (Joris Luyendijk)         | 2006 (Joris Luyendijk)         | 2006 (Joris Luyendijk)                                         | 2006 (Joris Luyendijk)                                                                    |
| 30 juli 2006                         | Jeltje van Nieuwenhoven                                 | Nederland                      | 62                             | Politicus                                                      | De Noorderlingen                                                                          |
| 6 augustus 2006                      | Joep van Lieshout                                       | Nederland                      | 42                             | Kunstenaar                                                     | Land des Schweigens und der Dunkelheit                                                    |
| 13 augustus 2006                     | Leon de Winter                                          | Nederland                      | 52                             | Auteur, columnist                                              | The Browning Version                                                                      |
| 20 augustus 2006                     | Halina Reijn                                            | Nederland                      | 30                             | Actrice, schrijfster                                           | La Pianiste                                                                               |
| 27 augustus 2006                     | Ad Verbrugge                                            | Nederland                      | 39                             | Filosoof                                                       | Heaven                                                                                    |
| 3 september 2006                     | Henkjan Smits                                           | Nederland                      | 44                             | Muziekproducent, presentator                                   | American History X                                                                        |
| Seizoen 18                           | 2005 (Connie Palmen)                                    | 2005 (Connie Palmen)           | 2005 (Connie Palmen)           | 2005 (Connie Palmen)                                           | 2005 (Connie Palmen)                                                                      |
| 24 juli 2005                         | Cees Nooteboom                                          | Nederland                      | 71                             | Auteur                                                         | Casanova                                                                                  |
| 31 juli 2005                         | Tom Barman                                              | België                         | 33                             | Muzikant, regisseur                                            | Bad Timing                                                                                |
| 7 augustus 2005                      | Robbert Dijkgraaf                                       | Nederland                      | 45                             | Wiskundige, natuurkundige, hoogleraar                          | Baraka                                                                                    |
| 14 augustus 2005                     | Maria Goos                                              | Nederland                      | 49                             | Auteur, scenarioschrijver                                      | Oetomljonnye solntsem (Burnt by the Sun)                                                  |
| 21 augustus 2005                     | Wim Anker                                               | Nederland                      | 52                             | Advocaat                                                       | De Dream                                                                                  |
| 28 augustus 2005                     | Katja Schuurman                                         | Nederland                      | 30                             | Actrice, presentator, zangeres                                 | Magnolia                                                                                  |
| Seizoen 17                           | 2004 (Joost Zwagerman)                                  | 2004 (Joost Zwagerman)         | 2004 (Joost Zwagerman)         | 2004 (Joost Zwagerman)                                         | 2004 (Joost Zwagerman)                                                                    |
| 25 juli 2004                         | Heleen van Royen                                        | Nederland                      | 39                             | Auteur                                                         | Holy Smoke                                                                                |
| 1 augustus 2004                      | Felix Rottenberg                                        | Nederland                      | 47                             | Politicus, programmamaker                                      | Russian Ark                                                                               |
| 8 augustus 2004                      | Theo Maassen                                            | Nederland                      | 37                             | Cabaretier                                                     | Requiem for a Dream                                                                       |
| 15 augustus 2004                     | Morris Tabaksblat                                       | Nederland                      | 66                             | Bestuurder, topfunctionaris                                    | High Noon                                                                                 |
| 22 augustus 2004                     | Tijs Goldschmidt                                        | Nederland                      | 51                             | Bioloog, auteur                                                | Teorema                                                                                   |
| 29 augustus 2004                     | Ayaan Hirsi Ali                                         | Nederland                      | 39                             | Politicus                                                      | The Gods Must Be Crazy                                                                    |
| Seizoen 16                           | 2003 (Joost Zwagerman)                                  | 2003 (Joost Zwagerman)         | 2003 (Joost Zwagerman)         | 2003 (Joost Zwagerman)                                         | 2003 (Joost Zwagerman)                                                                    |
| 3 augustus 2003                      | Britta Böhler                                           | Nederland                      | 43                             | Advocaat                                                       | Diva                                                                                      |
| 10 augustus 2003                     | Paul de Leeuw                                           | Nederland                      | 41                             | Presentator, zanger, acteur, programmamaker                    | Liefde half om half                                                                       |
| 17 augustus 2003                     | Hafid Bouazza                                           | Nederland                      | 33                             | Auteur                                                         | La Maison de la mémoire                                                                   |
| 24 augustus 2003                     | Dries van Agt                                           | Nederland                      | 72                             | Politicus, diplomaat                                           | Serengeti Symphony                                                                        |
| 31 augustus 2003                     | Henriëtte Maassen van den Brink                         | Nederland                      | 46                             | Econoom, hoogleraar                                            | geen keuzefilm                                                                            |
| Seizoen 15                           | 2002 (Adriaan van Dis)                                  | 2002 (Adriaan van Dis)         | 2002 (Adriaan van Dis)         | 2002 (Adriaan van Dis)                                         | 2002 (Adriaan van Dis)                                                                    |
| 11 augustus 2002                     | Mies Bouwman                                            | Nederland                      | 72                             | Presentator                                                    |                                                                                           |
| 18 augustus 2002                     | Cees Fasseur                                            | Nederland                      | 63                             | Historicus, jurist                                             |                                                                                           |
| 25 augustus 2002                     | Anna Enquist                                            | Nederland                      | 57                             | Auteur                                                         |                                                                                           |
| 1 september 2002                     | Huub van der Lubbe                                      | Nederland                      | 49                             | Muzikant                                                       |                                                                                           |
| Seizoen 14                           | 2001 (Adriaan van Dis)                                  | 2001 (Adriaan van Dis)         | 2001 (Adriaan van Dis)         | 2001 (Adriaan van Dis)                                         | 2001 (Adriaan van Dis)                                                                    |
| 5 augustus 2001                      | Mensje van Keulen                                       | Nederland                      | 55                             | Auteur                                                         |                                                                                           |
| 12 augustus 2001                     | Sylvia Tóth                                             | Nederland                      | 57                             | Zakenvrouw                                                     |                                                                                           |
| 19 augustus 2001                     | Frits Barend                                            | Nederland                      | 54                             | Presentator, journalist                                        |                                                                                           |
| 19 augustus 2001                     | Henk van Dorp                                           | Nederland                      | 61                             | Presentator, journalist                                        |                                                                                           |
| 26 augustus 2001                     | Youp van 't Hek                                         | Nederland                      | 47                             | Cabaretier, columnist                                          |                                                                                           |
| 2 september 2001                     | Martin Bril                                             | Nederland                      | 41                             | Columnist, auteur                                              |                                                                                           |
| Seizoen 13                           | 2000 (Adriaan van Dis)                                  | 2000 (Adriaan van Dis)         | 2000 (Adriaan van Dis)         | 2000 (Adriaan van Dis)                                         | 2000 (Adriaan van Dis)                                                                    |
| 22 juli 2000                         | Kristien Hemmerechts                                    | België                         | 44                             | Auteur                                                         |                                                                                           |
| 6 augustus 2000                      | Geert Mak                                               | Nederland                      | 53                             | Auteur, journalist                                             |                                                                                           |
| 13 augustus 2000                     | Helga Ruebsamen                                         | Nederland                      | 65                             | Auteur                                                         |                                                                                           |
| 20 augustus 2000                     | Henk van Os                                             | Nederland                      | 62                             | Kunsthistoricus                                                | Hellzapoppin'                                                                             |
| 27 augustus 2000                     | Raoul Heertje                                           | Nederland                      | 37                             | Stand-upcomedian, tekstschrijver                               |                                                                                           |
| Seizoen 12                           | 1999 (Adriaan van Dis)                                  | 1999 (Adriaan van Dis)         | 1999 (Adriaan van Dis)         | 1999 (Adriaan van Dis)                                         | 1999 (Adriaan van Dis)                                                                    |
| 1 augustus 1999                      | Sonja Barend                                            | Nederland                      | 58                             | Presentator                                                    |                                                                                           |
| 8 augustus 1999                      | Tom Lanoye                                              | België                         | 40                             | Auteur                                                         |                                                                                           |
| 15 augustus 1999                     | Tamarah Benima                                          | Nederland                      | 49                             | Journalist, columnist                                          |                                                                                           |
| 22 augustus 1999                     | Kader Abdolah                                           | Iran                           | 44                             | Auteur                                                         |                                                                                           |
| Seizoen 11                           | 1998 (Hanneke Groenteman)                               | 1998 (Hanneke Groenteman)      | 1998 (Hanneke Groenteman)      | 1998 (Hanneke Groenteman)                                      | 1998 (Hanneke Groenteman)                                                                 |
| 2 augustus 1998                      | Renate Dorrestein                                       | Nederland                      | 44                             | Auteur, journalist                                             |                                                                                           |
| 9 augustus 1998                      | Arend Jan Dunning                                       | Nederland                      | 67                             | Cardioloog                                                     |                                                                                           |
| 16 augustus 1998                     | Willem van Kooten                                       | Nederland                      | 57                             | Zakenman, radiomaker                                           |                                                                                           |
| 23 augustus 1998                     | Alex van Warmerdam                                      | Nederland                      | 46                             | Regisseur                                                      |                                                                                           |
| Seizoen 10                           | 1997 (Wim T. Schippers)                                 | 1997 (Wim T. Schippers)        | 1997 (Wim T. Schippers)        | 1997 (Wim T. Schippers)                                        | 1997 (Wim T. Schippers)                                                                   |
| 3 augustus 1997                      | Candy Dulfer                                            | Nederland                      | 27                             | Saxofonist                                                     |                                                                                           |
| 10 augustus 1997                     | K. Schippers                                            | Nederland                      | 60                             | Dichter                                                        |                                                                                           |
| 17 augustus 1997                     | Arnon Grunberg                                          | Nederland                      | 26                             | Auteur                                                         |                                                                                           |
| 24 augustus 1997                     | Jaap van Heerden                                        | Nederland                      | 57                             | Filosoof, columnist, hoogleraar psychologie                    |                                                                                           |
| 31 augustus 1997                     | Hugo Brandt Corstius (onaangekondigd)                   | Nederland                      | 62                             | Auteur, wetenschapper                                          |                                                                                           |
| Seizoen 09                           | 1996 (Freek de Jonge)                                   | 1996 (Freek de Jonge)          | 1996 (Freek de Jonge)          | 1996 (Freek de Jonge)                                          | 1996 (Freek de Jonge)                                                                     |
| 14 juli 1996                         | Connie Palmen                                           | Nederland                      | 40                             | Auteur                                                         |                                                                                           |
| 21 juli 1996                         | Jan Vrijman                                             | Nederland                      | 71                             | Journalist, regisseur                                          |                                                                                           |
| 28 juli 1996                         | Thom Hoffman                                            | Nederland                      | 39                             | Acteur                                                         |                                                                                           |
| 4 augustus 1996                      | Anton Corbijn                                           | Nederland                      | 41                             | Fotograaf                                                      |                                                                                           |
| 11 augustus 1996                     | Gerardjan Rijnders                                      | Nederland                      | 47                             | Acteur, regisseur                                              |                                                                                           |
| Seizoen 08                           | 1995 (Peter van Ingen)                                  | 1995 (Peter van Ingen)         | 1995 (Peter van Ingen)         | 1995 (Peter van Ingen)                                         | 1995 (Peter van Ingen)                                                                    |
| 2 juli 1995                          | Frits Bolkestein                                        | Nederland                      | 62                             | Politicus                                                      |                                                                                           |
| 9 juli 1995                          | Aryan Kaganof (Ian Kerkhof)                             | Zuid-Afrika                    | 31                             | Regisseur, auteur                                              |                                                                                           |
| 16 juli 1995                         | Lydia Rood                                              | Nederland                      | 38                             | Auteur                                                         |                                                                                           |
| 23 juli 1995                         | Marcel Kurpershoek                                      | Nederland                      | 46                             | Arabist, diplomaat                                             |                                                                                           |
| 30 juli 1995                         | Harry Mulisch                                           | Nederland                      | 68                             | Auteur                                                         |                                                                                           |
| Seizoen 07                           | 1994 (Peter van Ingen)                                  | 1994 (Peter van Ingen)         | 1994 (Peter van Ingen)         | 1994 (Peter van Ingen)                                         | 1994 (Peter van Ingen)                                                                    |
| 24 juli 1994                         | Frans Swarttouw                                         | Nederland                      | 61                             | Ondernemer, topfunctionaris                                    |                                                                                           |
| 31 juli 1994                         | Ton Alberts                                             | Nederland                      | 67                             | Architect                                                      |                                                                                           |
| 7 augustus 1994                      | Isabelle van Keulen                                     | Nederland                      | 27                             | Violist                                                        |                                                                                           |
| 14 augustus 1994                     | Inez de Beaufort                                        | Nederland                      | 40                             | Hoogleraar gezondheidsethiek                                   |                                                                                           |
| 21 augustus 1994                     | Rudy Kousbroek                                          | Nederland                      | 64                             | Auteur, journalist                                             |                                                                                           |
| Seizoen 06                           | 1993 (Peter van Ingen)                                  | 1993 (Peter van Ingen)         | 1993 (Peter van Ingen)         | 1993 (Peter van Ingen)                                         | 1993 (Peter van Ingen)                                                                    |
| 4 juli 1993                          | Ernst van de Wetering                                   | Nederland                      | 55                             | Kunsthistoricus, Rembrandtkenner                               |                                                                                           |
| 11 juli 1993                         | Ian Buruma                                              | Nederland                      | 41                             | Sinoloog, japanoloog, journalist                               |                                                                                           |
| 18 juli 1993                         | Lieve Joris                                             | België                         | 40                             | Auteur                                                         |                                                                                           |
| 25 juli 1993                         | Jan Mulder                                              | Nederland                      | 48                             | Voetballer, auteur                                             |                                                                                           |
| Seizoen 05                           | 1992 (Peter van Ingen)                                  | 1992 (Peter van Ingen)         | 1992 (Peter van Ingen)         | 1992 (Peter van Ingen)                                         | 1992 (Peter van Ingen)                                                                    |
| 31 mei 1992                          | Renée Soutendijk                                        | Nederland                      | 35                             | Actrice                                                        |                                                                                           |
| 7 juni 1992                          | Charlotte Mutsaers                                      | Nederland                      | 49                             | Kunstenaar, auteur                                             |                                                                                           |
| 14 juni 1992                         | Frank van Ree                                           | Nederland                      | 64                             | Psychiater                                                     |                                                                                           |
| 21 juni 1992                         | Anil Ramdas                                             | Suriname                       | 34                             | Journalist                                                     |                                                                                           |
| 28 juni 1992                         | Ischa Meijer                                            | Nederland                      | 49                             | Journalist, presentator                                        |                                                                                           |
| Seizoen 04                           | 1991 (Peter van Ingen)                                  | 1991 (Peter van Ingen)         | 1991 (Peter van Ingen)         | 1991 (Peter van Ingen)                                         | 1991 (Peter van Ingen)                                                                    |
| 2 juni 1991                          | Armando                                                 | Nederland                      | 61                             | Kunstenaar                                                     |                                                                                           |
| 9 juni 1991                          | Jan Wolkers                                             | Nederland                      | 65                             | Auteur                                                         |                                                                                           |
| 16 juni 1991                         | Jacqueline de Gier                                      | Nederland                      | 30                             | Journalist                                                     |                                                                                           |
| 23 juni 1991                         | Willem Breuker                                          | Nederland                      | 46                             | Componist                                                      |                                                                                           |
| 30 juni 1991                         | Piet Vroon                                              | Nederland                      | 51                             | Psycholoog, auteur                                             |                                                                                           |
| Seizoen 03                           | 1990 (Peter van Ingen)                                  | 1990 (Peter van Ingen)         | 1990 (Peter van Ingen)         | 1990 (Peter van Ingen)                                         | 1990 (Peter van Ingen)                                                                    |
| 3 juni 1990                          | Henk Hofland                                            | Nederland                      | 62                             | Journalist                                                     |                                                                                           |
| 10 juni 1990                         | Adelheid Roosen                                         | Nederland                      | 31                             | Actrice, theatermaker                                          |                                                                                           |
| 17 juni 1990                         | Rob Scholte                                             | Nederland                      | 32                             | Kunstenaar                                                     |                                                                                           |
| 24 juni 1990                         | Hugo Claus                                              | België                         | 61                             | Auteur                                                         |                                                                                           |
| Seizoen 02                           | 1989 (Peter van Ingen)                                  | 1989 (Peter van Ingen)         | 1989 (Peter van Ingen)         | 1989 (Peter van Ingen)                                         | 1989 (Peter van Ingen)                                                                    |
| 4 juni 1989                          | Loe de Jong                                             | Nederland                      | 75                             | Historicus, journalist                                         |                                                                                           |
| 11 juni 1989                         | Andrée van Es                                           | Nederland                      | 36                             | Politicus                                                      |                                                                                           |
| 18 juni 1989                         | Louis Andriessen                                        | Nederland                      | 51                             | Componist                                                      |                                                                                           |
| 25 juni 1989                         | Joop van Tijn                                           | Nederland                      | 50                             | Journalist                                                     |                                                                                           |
| Seizoen 01                           | 1988 (Peter van Ingen)                                  | 1988 (Peter van Ingen)         | 1988 (Peter van Ingen)         | 1988 (Peter van Ingen)                                         | 1988 (Peter van Ingen)                                                                    |
| 3 juli 1988                          | Pierre Janssen                                          | Nederland                      | 61                             | Televisiepresentator, journalist                               |                                                                                           |
| 10 juli 1988                         | Renate Rubinstein                                       | Nederland                      | 58                             | Auteur, journalist                                             |                                                                                           |
| 17 juli 1988                         | Pieter Verhoeff                                         | Nederland                      | 50                             | Regisseur                                                      |                                                                                           |
| 24 juli 1988                         | G.B.J. Hiltermann                                       | Nederland                      | 74                             | Journalist, uitgever, historicus                               |                                                                                           |
| 31 juli 1988                         | Sienie Strikwerda                                       | Nederland                      | 66                             | Vredesactivist                                                 |                                                                                           |